# 過渡化石
過渡化石是既保留有其祖先、也保留有其演進出的後代的生命形態的生物化石。 尤其是當其演進出來的生物與其祖先完全不同時，過渡化石在科學研究上的意義就顯得更加重大。這種化石暗示著人類只是用自己所認定的生物劃分系統強行將一個完整的連續統給割裂開來了而已。因為化石本身的不完整性，通常無法判斷一具過渡化石與進化的分歧點有多接近。因此雖然過渡化石場被當做其祖先的模型來進行研究，但并不能假設它們就是後代們的直接祖先。
當1859年達爾文出版《物種起源》時，化石記錄本身亦並不為世人所熟知，更勿論過渡化石。因此達爾文曾說過渡化石的缺乏是其理論最大的弱點，但同時他也認為這可以用地質記錄數據的缺乏來解釋。 實際上後來其反對者也用這“缺失的一環”來攻擊達爾文的學說。 然而在《物種起源》出版之後兩年就出土了始祖鳥的化石，而這一化石被認為是恐龍向鳥類演進的重要過渡化石。在隨後的幾百年中，又有更多的過渡化石被人類發現，現在其豐富程度已經足以證實脊椎動物的綱之間都是有關係的。

## 過渡化石的研究史

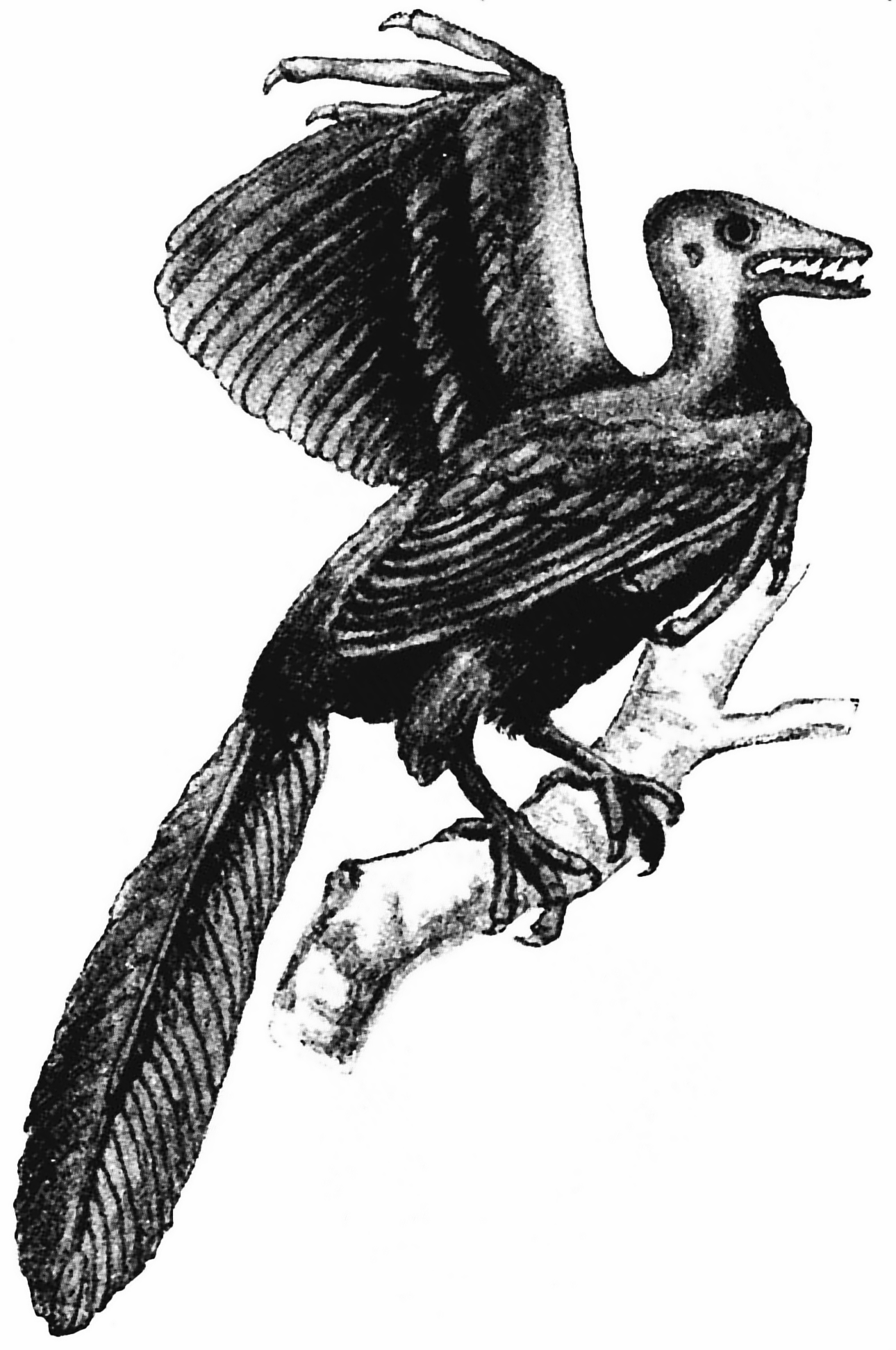
1904年以化石重建的始祖鳥

生物不是固定而是會隨時間改變的觀點在18世紀就有。達爾文在1859年發表的《物種原始》雖為此觀點提供了科學的基礎，但當時仍缺乏直接的古生物學證據，而達爾文自己也在書中指出這點。天擇造成單一物種內的微演化或科、屬內的變化不難想像，但較高層級的宏演化較難想像。1861年發現的始祖鳥化石是首次發現不同綱之間的過渡（传统分类的鳥綱和爬行綱）。古生物學家休·法康纳在一封給達爾文的信中寫道：
就算再特意从索爾恩霍芬採石場找一個達爾文式的奇怪生物，也不會找到比始祖鳥更漂亮的了。
因此始祖鳥等過渡化石在人們眼中不只是確證了達爾文的理論，更成了演化論的代表象徵。例如瑞典1904年的Nordisk familjebok百科字典就展示了一張始祖鳥的重建圖片，稱之為「史上最重大的古生物學發現」（ett af de betydelsefullaste paleontologiska fynd, som någonsin gjorts）。

## 過渡化石與演化分類學

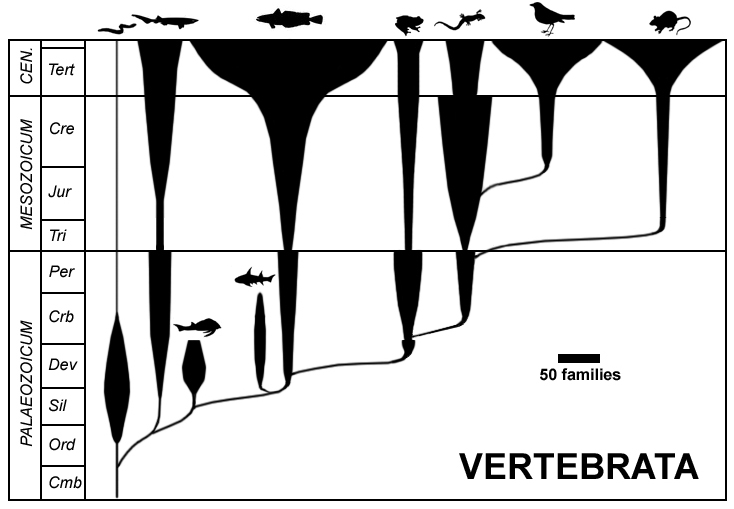
傳統的紡錘圖畫法，不同的脊椎動物綱從彼此之間出芽分裂。過渡化石通常代表接近分歧點的生物。

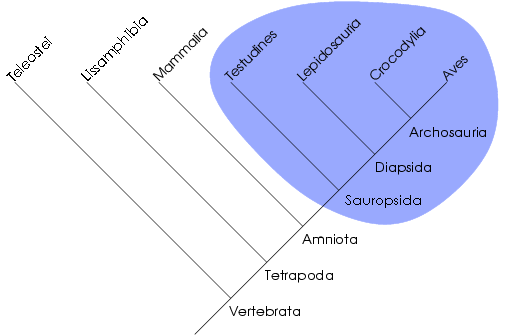
支序圖，藍色是單系群的蜥形綱，Mammalia是其姐妹群，Testudines是其基群。

到1990年代支序分類學興起以前，演化分類學的主流是以形態相似性來進行分類，並以出芽的紡錘形畫法表示演化歷史。過渡形態被放在不同支系之間的分叉處，兼有主幹上的特徵及分枝上的特徵。
待支序分類學興起後，演化歷史改用棍狀的支序圖表示，只有一層層巢狀重疊的單系群可以被定義為生物類群。例如原本鳥和爬行類被視為兩個獨立的類群，支序分類學將鳥類視為爬行類底下的一支。從支序分類學的觀點，過渡生物代表的是一根分枝的早期，還沒有演化出分支末端的形態。因此，「過渡化石」是個誤導人的名稱，因為分化是發生在各個類群之內，也就是支序圖的各根棍棒上，而不是類群之間的交界點。取決於過渡生物是否隸屬於某個分類裡面，支序分類學通常稱過渡生物為該分類的基群或姊妹群。
兩種生物的過渡化石不一定是兩種生物的共同或單方祖先。因為演化不是單線的，而是帶有非常多分枝的樹，而且化石紀錄並不完整，過渡化石常常只是與兩種生物的共同祖先非常近緣的生物。因為上述原因，傳統分類學試圖找出哪些類群是其他類群的祖先時，面臨很大的困難。支序分類學不再強調這點，而著重在分析哪些類群是比較接近的姊妹群。過渡化石的功能不再是作為兩種生物的共同祖先，而是用來代表該共同祖先的形態特徵。在少數情況下，有些生物的化石夠完整，所以可以確認哪些類群是其他類群的祖先，例如某些海洋浮游生物。

## 化石紀錄的不完整
化石紀錄並不完整，不是所有的過渡生物都會出現在化石紀錄中。這是因為生物只在非常特別的情況下會變成化石，而且只有非常小比例的化石會被人找到。由化石定義的生物物種數量不到已知的現存生物的5%，這表示我們經由化石認識的生物只佔所有曾經生存在世上的生物的不到1%。因此，我們看到的化石只是連續的演化過程中的一個個瞬間，過渡化石可以幫助我們了解生物分化的過程有哪些階段，但無法補滿每一步過程。
化石紀錄也帶有偏誤。通常堅硬的構造較容易成為化石，因此缺乏骨骼的生物則鮮有化石。化石紀錄較完整的類群有脊椎動物、棘皮動物、腕足動物和一些節肢動物。

## 重要例子

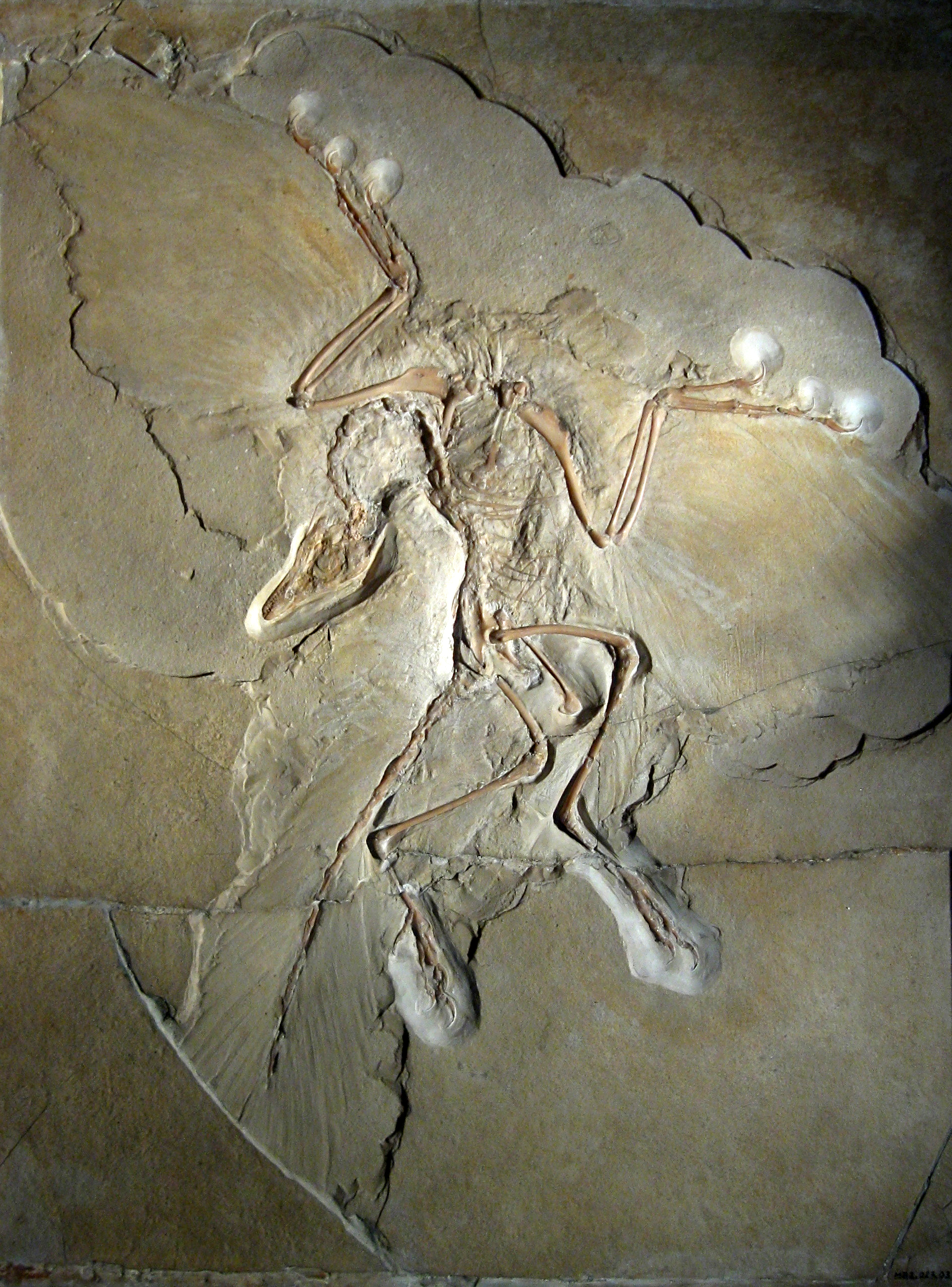
始祖鳥是最有名的過渡化石之一，證明鳥類演化自四足類恐龍。

### 始祖鳥
始祖鳥是獸腳亞目底下的一屬恐龍，和鳥類非常近緣。第一個完整的化石在1861年發現，之後陸續發現了另10組化石。這11組化石大多都有羽毛存在的痕跡，是已知最古老的羽毛之一。因為這些羽毛已經非常複雜（可以飛行），始祖鳥化石顯示羽毛在侏羅紀末期之前就已經開始演化。自19世紀末，古生物學家就同意它是已知最老的鳥類。不過2011年一份研究認為始祖鳥不是鳥類，只是和鳥類非常近緣的一類恐龍。
始祖鳥活在約1億5000萬年前（侏羅紀晚期）相當於現今德國南部的地方，歐洲在當時更接近赤道，是熱帶群島。始祖鳥外型類似喜鵲，體型最大接近渡鴉，約0.5公尺長。隨然和鳥很像，但它較接近其他中生代恐龍而非現代鳥類，如尖利牙齒、三指爪、長而有骨骼的尾巴、伸長的第二指、羽毛、以及許多骨骼特徵，顯示它和馳龍科或傷齒龍科非常接近。這讓始祖鳥成了恐龍和鳥類的過渡化石，對恐龍和鳥類演化的研究都非常重要。

### 南方古猿

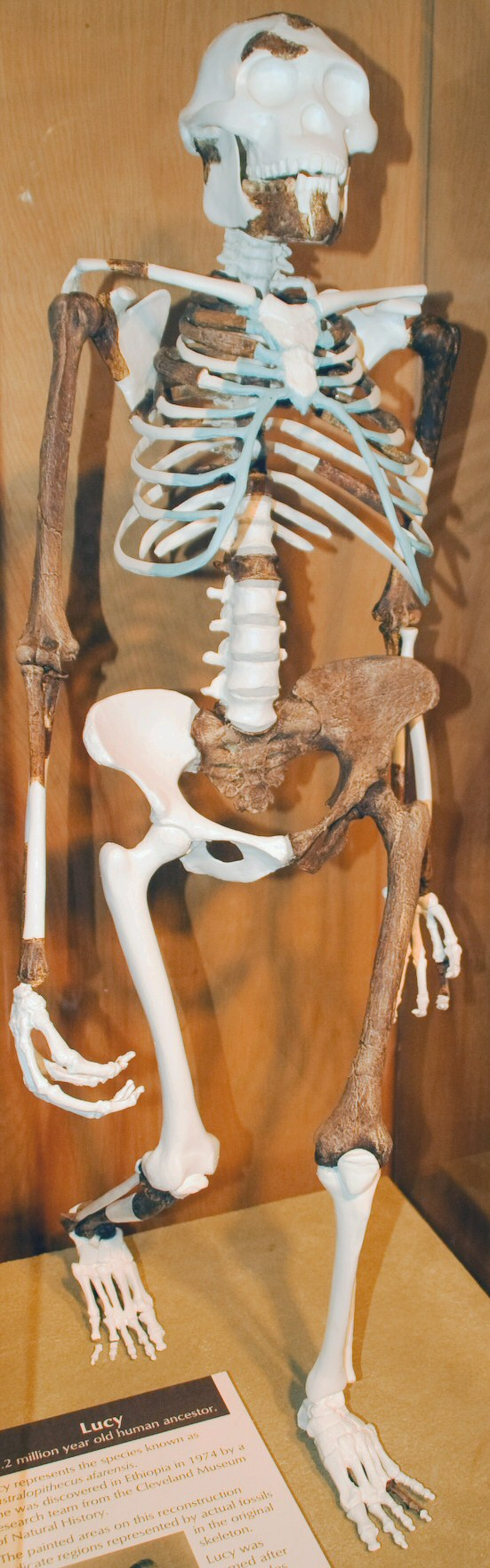
呈二足行走姿式的南方古猿化石。

人科的南方古猿是二足行走的人類和四足行走的猿猴的過渡。南方古猿的許多型態都顯示二足行走，以致於許多研究人員認為二足行走可能在南方古猿那之前已經演化了一段時間。在解剖學形態上，骨盆較像人而不像猿猴：髂骨短而寬，骶骨寬，位在股關節後，並且有明顯的股直肌。除此之外，股骨自股關節到膝的角度向內有利於讓腳更靠近身體中間，這是現代人、紅毛猩猩和蜘蛛猴上才有的特徵。短的腳趾不利用下肢抓取東西。這些特徵都顯示南方古猿有直立的姿式:122。
除了行走，南方古猿的腦容量比黑猩猩稍大，牙齒也比較像人的。

### 提塔利克魚

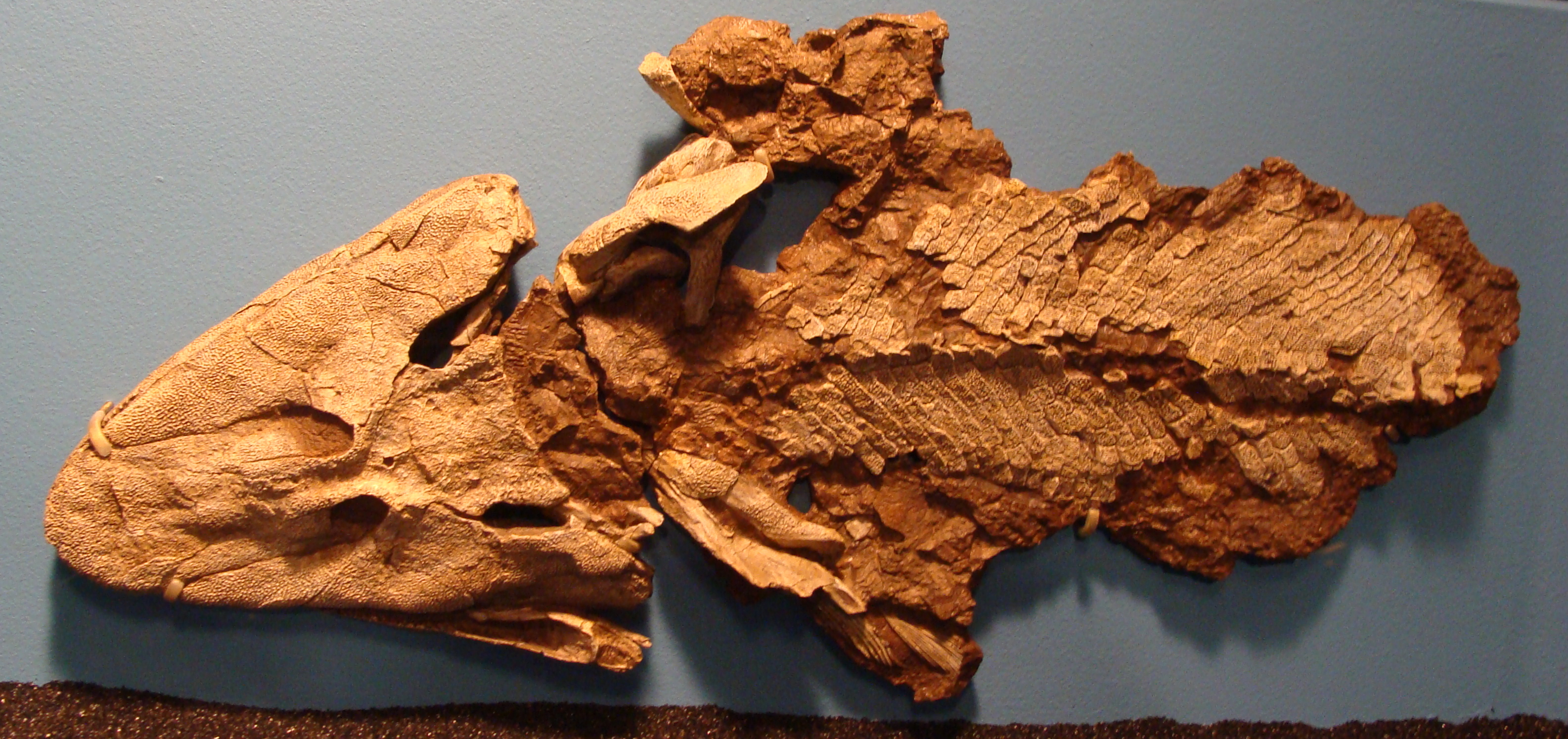
提塔利克魚在眼睛上方有氣孔。

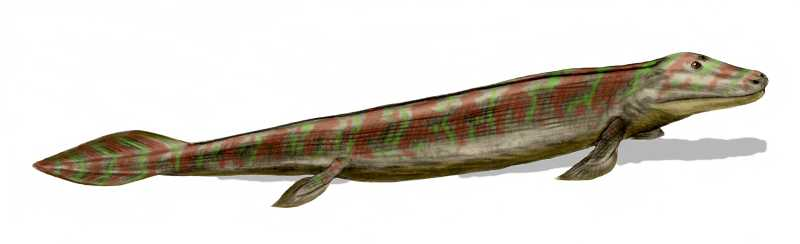
提塔利克魚的重建圖。

2004年在加拿大埃爾斯米爾島發現保存良好的提塔利克魚化石。提塔利克魚是肉鰭魚綱底下的一個已滅絕的屬，存活於3億7500百萬年前（泥盆紀晚期）。提塔利克魚是眾多適應缺氧淺水棲地的肉鰭魚之一。有許多四足類的特徵，被視為魚類演化至兩生類的過渡。
古生物學家認為存活於約3億7500百萬年前的提塔利克魚是類似潘氏魚（3億8000萬年前）的非四足類動物和早其四足類如棘螈和魚石螈（3億6500萬年前）之間的過渡。因為它兼有來自魚類的祖徵和四足類的衍徵，而於發現者之一稱為四足形亞綱。提塔利克魚的鰭有腕骨和類似手指的輻射狀小骨，可能可以支持體重，另外也有四足類的硬肋、可活動的頸部、與中軸骨骼分開的胸帶、以及肺，但是也有鰓、鱗片和魚鰭。
發表於2010年的研究發現了比希望螈目（Elpistostegalia，包括提塔利克魚）早1000萬年的四足類足跡，這顯示四足類更早就已經演化出來，而提塔利克魚是在較晚期仍遺存原始特徵的生物，而非直接的過渡。

### 巴基鯨、陸行鯨
鯨豚類等海洋哺乳動物是演化自陸生的哺乳動物。巴基鯨是已滅絕的一科偶蹄目哺乳動物，也是最早的鯨魚之一，其姐妹群是印多霍斯兽。巴基鯨存活於約5200萬年前的始新世，第一個化石於1979年發現於北巴基斯坦，與特提斯洋不遠。利用特化的骨頭取代鼓膜，巴基鯨有在水中的聽覺，但是無法辨別聲音的方位。
陸行鯨的化石在1994年發現於巴基斯坦。牠們可能是水陸雙棲的，外觀類似鱷魚。陸行鯨約存活於4700萬年前的始新世，生活在特提斯洋的河口或海灣，其化石總是在淺海沈積層中和大量海洋植物和珊瑚礁軟體動物一起發現。雖然化石都在海洋岩層中發現，但氧同位素分析顯示牠們生活地區的鹽度差異從淡水到海水都有。牠們的食物可能有前來喝水的陸生動物和河裡的水生動物。因此，陸行鯨是鯨豚類在淡水和海水生活的過渡化石。

### 類比目魚屬
比目魚是輻鰭魚底下的一個目，他們最特別的特徵是成魚兩眼都在頭部同一側的不對稱外觀：有些科的魚眼睛都在左側，有些都在右側，較原始的大口鰜則是兩側的個體都一樣多，而且整體來說外觀比較對稱。這讓古生物學家一度認為不對稱的外觀可能是在短時間內快速演化出來的，直到發現類比目魚屬化石。類比目魚屬發現於義大利的蒙特波卡化石庫（Monte Bolca Lagerstätte），是現代比目魚和原始比目魚的近親，存活於4700萬年前的盧台特期。類比目魚屬的不對稱外觀尚未成形，一隻眼是在頭的上方中間，古生物學家因此得知比目魚眼睛位置的演化是漸變的。

### 植物
除了動物，植物也有過渡化石。隨著20世紀將各植物門的進一步劃分，學界開始找尋維管束植物的祖先。1917年，古生物學家在蘇格蘭亞伯丁郡形成於4億年前（泥盆紀早期）的萊尼燧石層（Rhynie chert）中找到極原始的植物化石，命名為萊尼蕨。萊尼蕨的外觀短小呈棒狀，沒有葉子，只有二叉分枝的莖，每支莖的末端長有孢子囊。這簡單的構造和苔蘚的孢子體類似，而萊尼蕨的世代交替中，配子體是呈一小叢密集只有幾公㢆高的小莖。從像苔蘚的地毯狀配子體中，萊尼蕨長出的孢子體用水平生長的莖和其上的假根支撐並固定植物體。這些特徵顯示萊尼蕨是無維管束的蘚苔類植物和早期維管束植物如蕨類或石松之間的過渡。
種子植物的前身Runcaria在比利時找到，化石源自3億8500百萬年前（泥盆紀中期），在種子植物之前2000萬年。Runcaria是輻射對稱的矮小植物，它的孢子囊有一個殻斗圍著，大孢子囊被多葉的珠被包裹，且帶有絲狀附屬物伸出，據信是用來接受風力傳粉。Runcaria有大多數種子植物的特徵，除了種皮和授粉機制，對種子植物的演化過程提供新的資訊。泥盆紀晚期的種子蕨則具有種皮，但無花粉管。

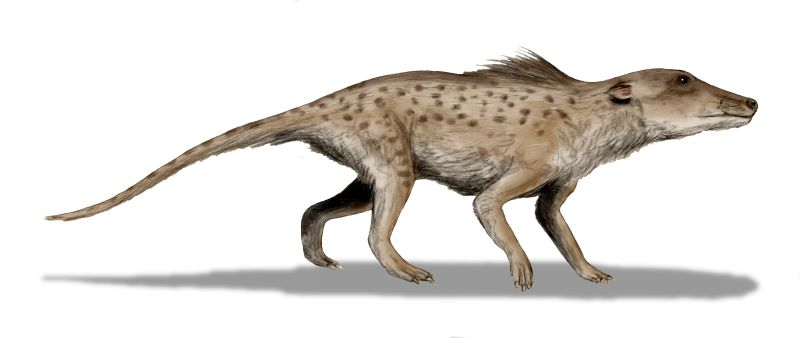
巴基鯨的重建圖。
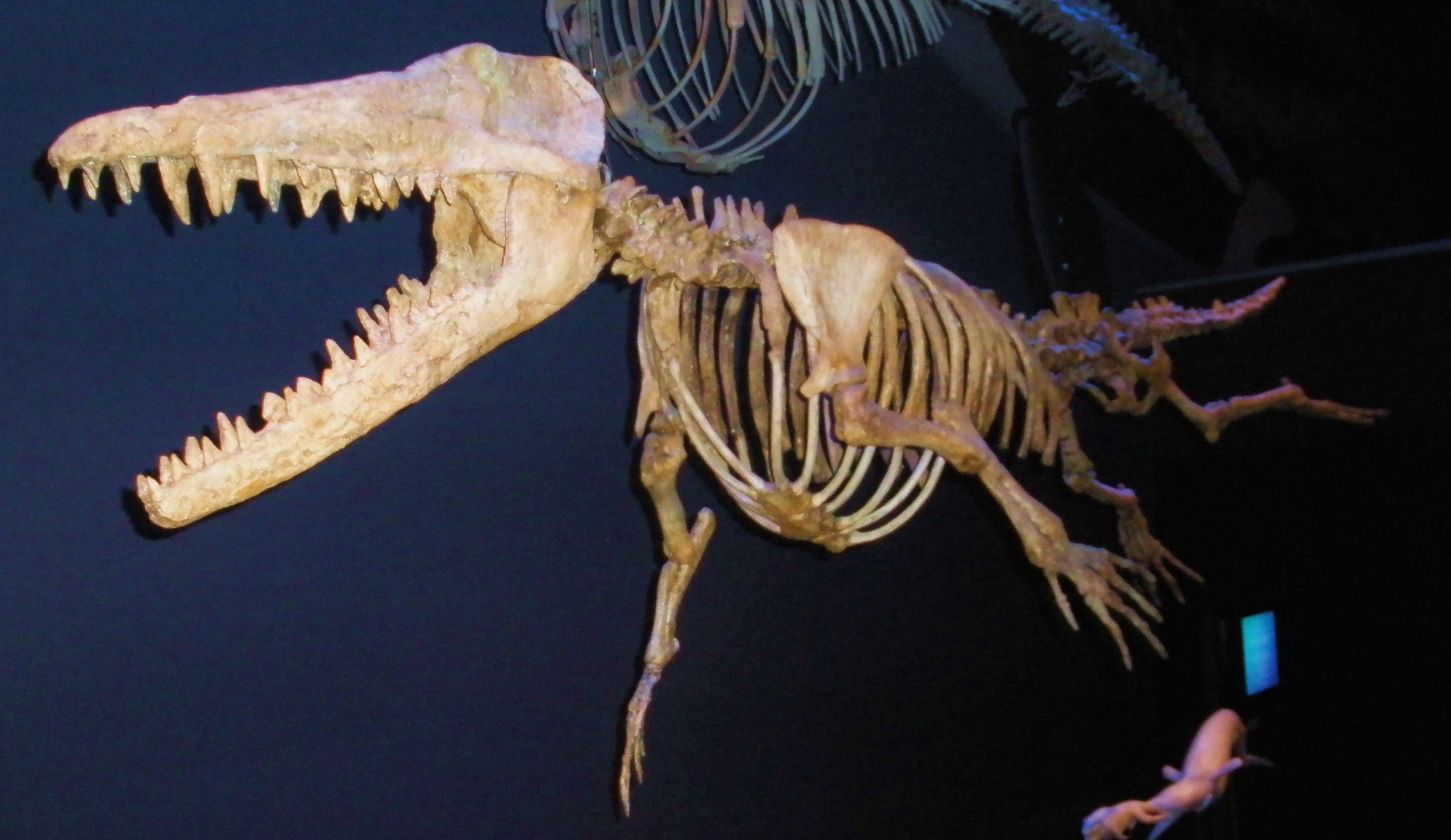
陸行鯨的骨骼。
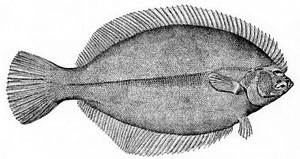
現代比目魚的成體是不對稱的，兩眼都在身體的同一側。
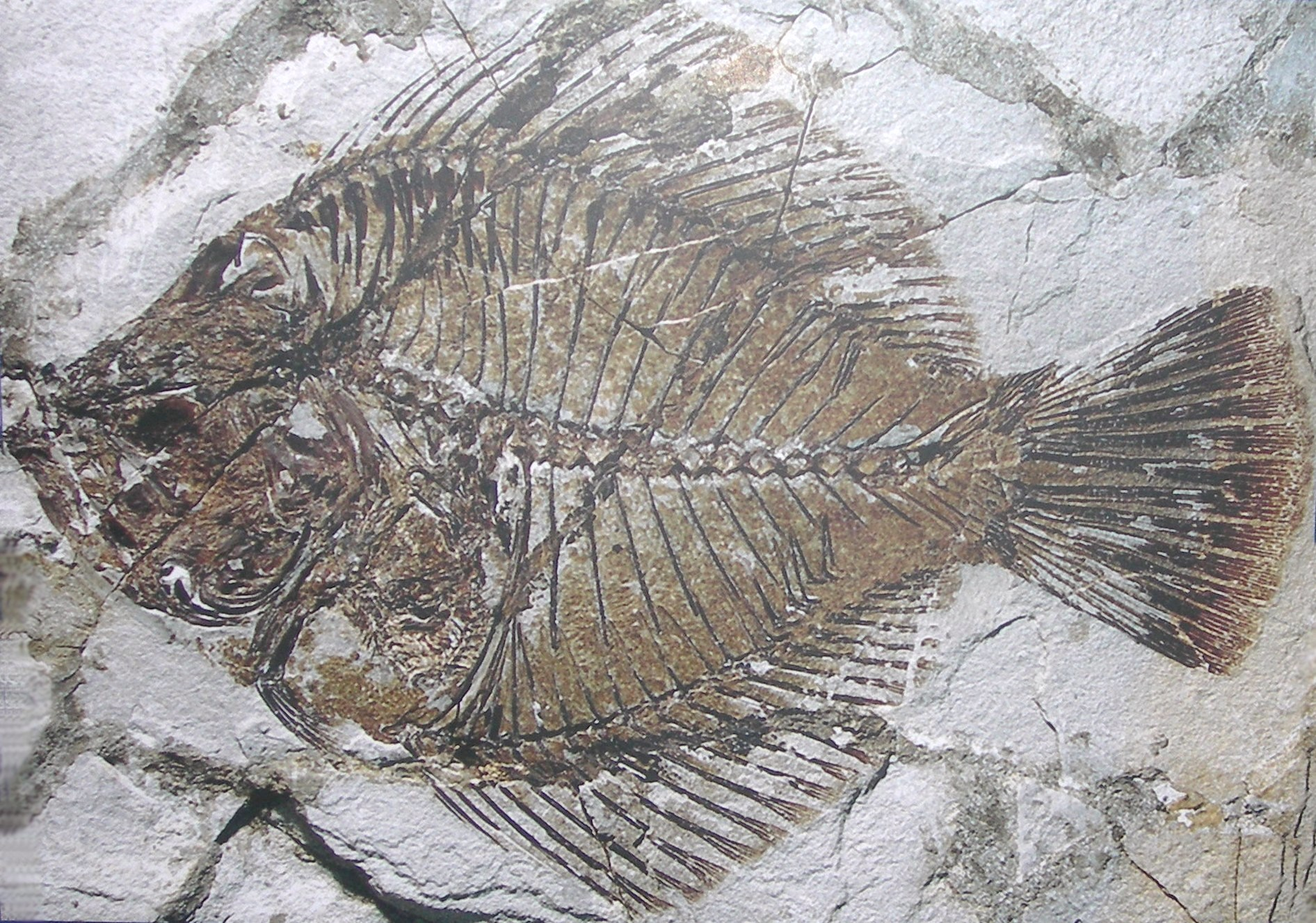
類比目魚屬化石，一隻眼睛在頭的頂部中央。
萊尼蕨的重建
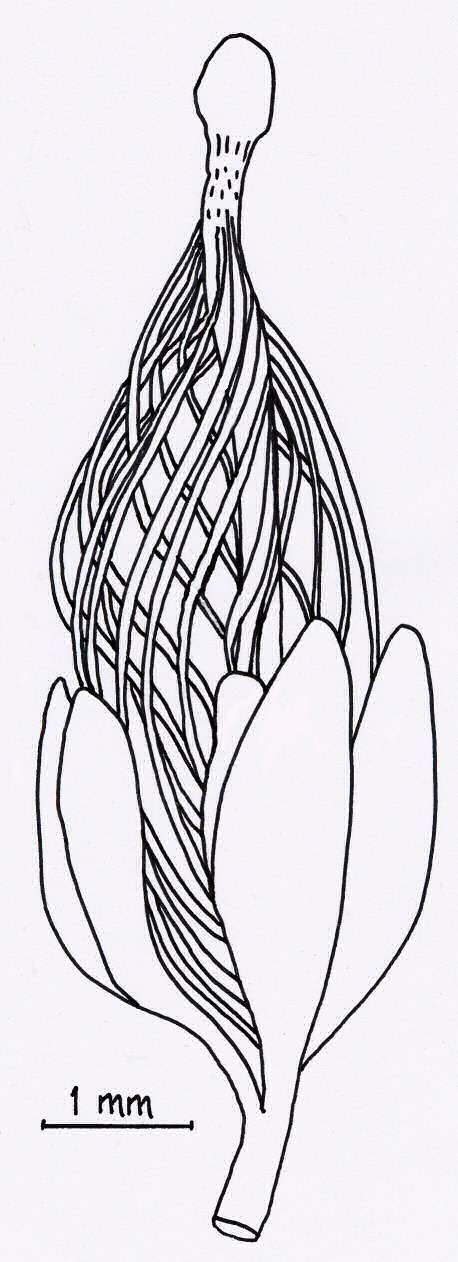
泥盆紀植物Runcaria的化石，有類似種子的構造，但仍無種皮和花粉管。

## 誤解

### 遺失的環節

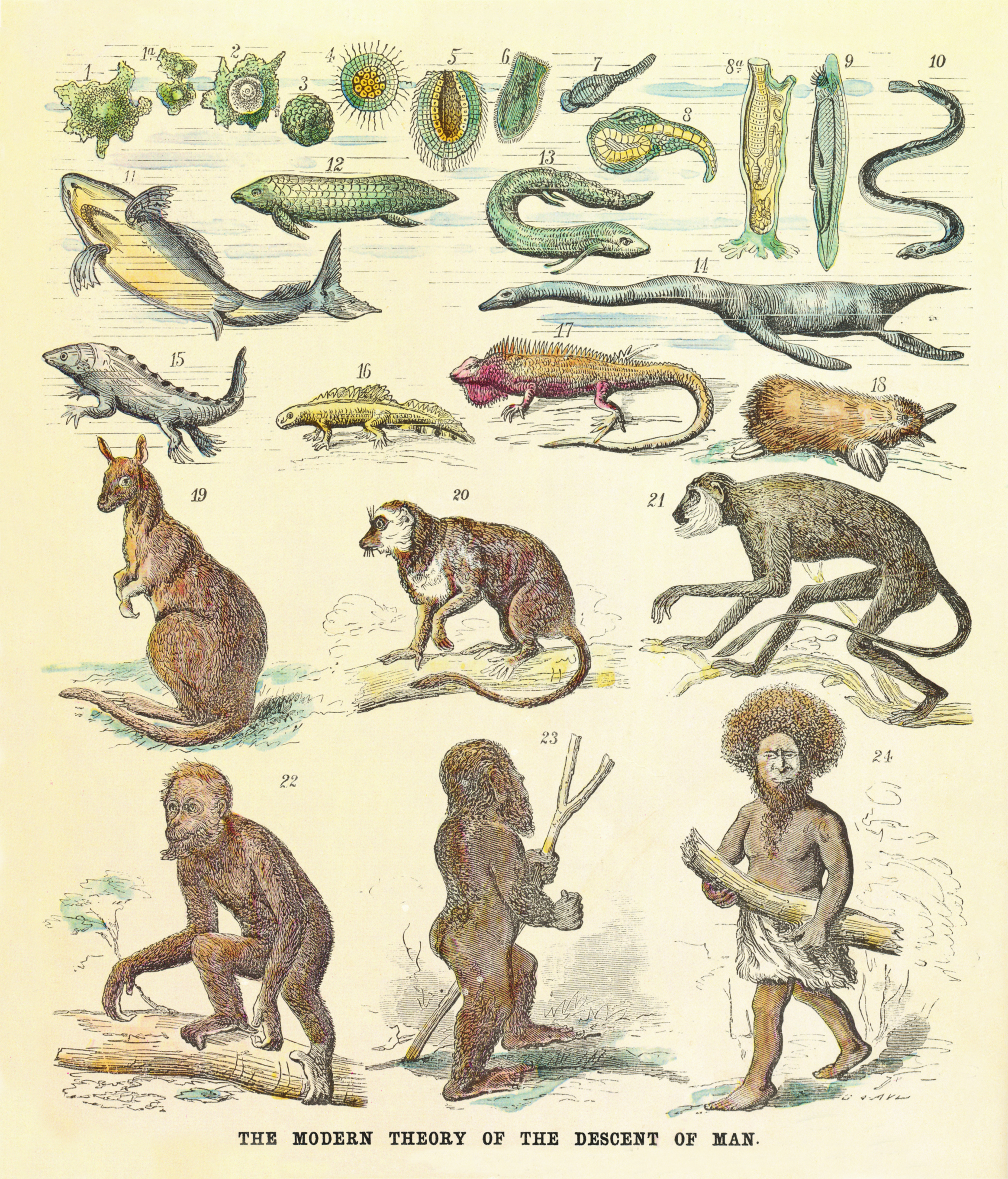
基於存在鎖鏈的概念所畫出的人類族譜，從單細胞生物一路演進到人類。恩斯特·海克爾，1874年。

演化論提出後，人們仍認為生物分為高等和低等，例如恩斯特·海克爾畫的人類族譜就顯示這點。這是因為在演化論之前，自然神學的思想是基於存在鎖鏈，認為所有的存在都有相互連結的關係，分佈在一個階梯上，最底下是泥土和礦石，然後從植物到動物，再到人，到天使，最上面是神，各自在自己的位置不能移動。之後有些思想認為生物可以在此階梯上作有限的移動，例如拉馬克認為簡單的生物一直產生，並一步步向上進化，低等生物只是比較年輕的生物。因此，在演化論提出後，人們將生物排列成由低等到高等的連續進化過程，中間差異較大的部份就稱為「遺失的環節」。
「遺失的環節」一詞（或稱「消失的環節」）原本用在地質學，最早由查爾斯·萊爾在其書中使用，指的是地層中的地質時間不連續。當時認為人類是在末次冰期結束時出現，但萊爾在更遠古的時間找到人類起源的證據，並指出人類和其他動物之間的差異很難連接，所以用「遺失的環節」指人類和動物之間尚未找到的過渡形態。萊爾的描述引起許多想像，如凡爾納的《地心歷險記》（1864年）和路易·費紀耶（Louis Figuier）的《大洪水之前的世界》（1867年）都出現拿石斧穿獸皮的野人，也進一步推廣了遺失的環節的半人半獸的形象。

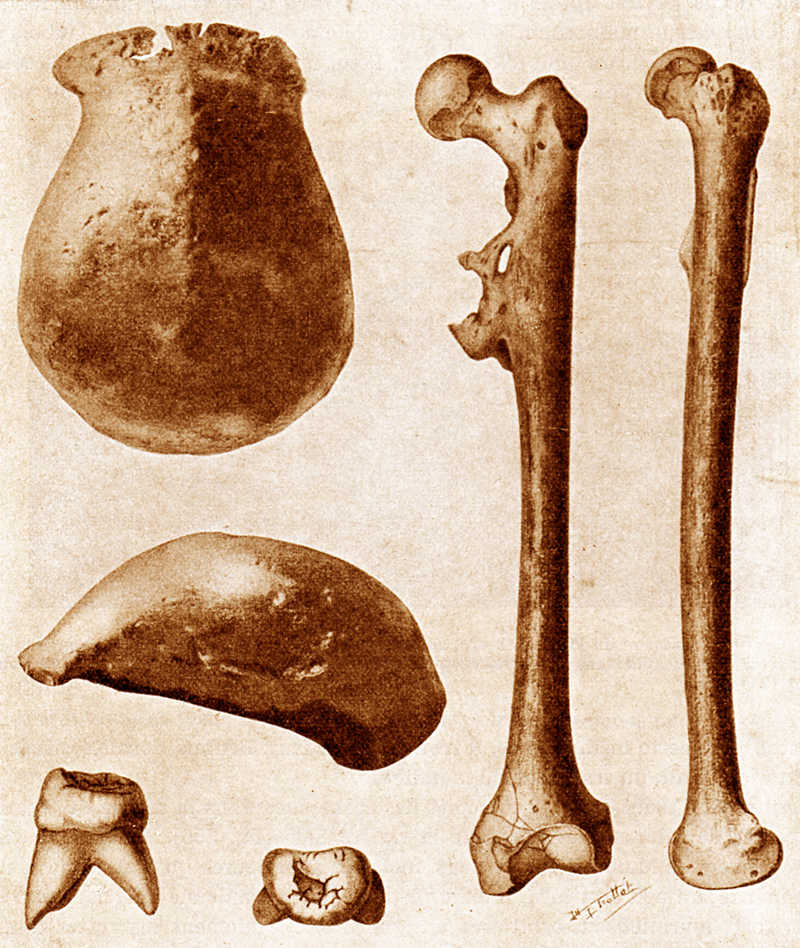
爪哇人，現已規類為直立人，曾被視為人類演化的遺失的環節。1891~1892年在爪哇發現。

尋找人類和猩猩之間的過渡化石花了很久，直到1891年發現了爪哇人。其髗頂像猩猩一樣較低，腦容量約1000毫升，介於人類和猩猩之間，臼齒比人類的大，大腿骨長而直，而且膝蓋的角度顯示爪哇人是直立行走。自此以後，一系列的人類演化化石先後在世界各地出土。就這樣，媒體和普羅大眾常將各種人類化石，或是其他生物的化石，稱為遺失的環節。但是因為這個詞暗示著存在鎖鏈將生物分為高等和低等的概念，因此科學界避用這個詞。
除了暗示了存在鎖鏈的問題，這個詞本身也容易引起誤解，因為一旦找到過渡化石，它就不再是「遺失」的了。而且每當一個過渡化石被找到，這個過渡化石之前和之後就有了兩個空缺，但重要的是這個化石提供了人們對演化史的認識。

### 間斷平衡
在相當完整的化石紀錄中，有時生物會在相對短的地質時間內產生非常大的變化。史蒂芬·古爾德和尼爾斯·埃爾德里奇（Niles Eldredge）在1972年提出間斷平衡假說來解釋此現象。此假說認為生物在大多數時間並不會在形態上產生太大的變化，只有少數時間會發生相對快速的物種形成並產生大幅度的變化。所謂短時間只是以地質時間的尺度來說相對較短，仍符合演化漸變的過程，而且這只是說「物種」之間缺乏過渡化石，但時常被有意或無意地解讀為大尺度的「類群」之間沒有任何過渡化石。

## 相關書目
- Andrews, Henry N., Jr. . Chapter on palynology by Charles J. Felix Reprint. New York: John Wiley & Sons. 1967 [Originally published 1961]. LCCN 61006768. OCLC 12877482.
- Benton, Michael J.  2nd. London: Chapman & Hall. 1997. ISBN 0-412-73810-4. OCLC 37378512.
- Browne, Janet.  2. London: Jonathan Cape. 2003 [Originally published 2002]. ISBN 0-7126-6837-3. OCLC 806284755.
- Castro, Peter; Huber, Michael E. . Original art work by William Ober and Claire Garrison 4th. New York: McGraw-Hill. 2003. ISBN 0-07-029421-6. LCCN 2002190248. OCLC 49259996.
- Chapleau, François; Amaoka, Kunio. . Paxton, John R.; Eschmeyer, William M.  (编). . Illustrations by David Kirshner 2nd. San Diego, CA: Academic Press. 1998. ISBN 0-12-547665-5. LCCN 98088228. OCLC 39641701.
- Darwin, Charles.  1st. London: John Murray. 1859. LCCN 06017473. OCLC 741260650. The book is available from The Complete Work of Charles Darwin Online （页面存档备份，存于）. Retrieved 2015-05-13.
- Donovan, Stephen K.; Paul, Christopher R. C. (编). . Chichester; New York: John Wiley & Sons. 1998. ISBN 0-471-96988-5. LCCN 98010110. OCLC 38281286.
- Eldredge, Niles; Gould, Stephen Jay. . Schopf, Thomas J. M.  (编). . San Francisco, CA: Freeman, Cooper. 1972. ISBN 0-87735-325-5. LCCN 72078387. OCLC 572084.
- Freeman, Scott; Herron, Jon C.  3rd. Upper Saddle River, NJ: Pearson Education. 2004. ISBN 0-13-101859-0. LCCN 2003054833. OCLC 52386174.
- Gingerich, Philip D.; Russell, Donald E.  (PDF) (Research report). Contributions from the Museum of Paleontology 25. Ann Arbor, MI: Museum of Paleontology, University of Michigan. 1981: 235–246  [2015-07-21]. ISSN 0097-3556. LCCN 82621252. OCLC 8263404. （原始内容 (PDF)存档于2021-04-15）. |issue=被忽略 (帮助)
- Gould, Stephen Jay.  1st. New York: W. W. Norton & Company. 1980. ISBN 0-393-01380-4. LCCN 80015952. OCLC 6331415.
- Haeckel, Ernst.  1. Translated from the German by Joseph McCabe 5th enlarged. Hamburg, Germany: Tredition Classics. 2011 [Originally published 1912; London: Watts & Co.] ISBN 978-3-8424-6302-8. OCLC 830523724.
- Lamarck, Jean-Baptiste. . Paris: Verdière. 1815–1822. LCCN 07018340. OCLC 5269931 （法语）.
- Lovejoy, Arthur O. . William James Lectures, 1933. Cambridge, MA: Harvard University Press. 1936. LCCN 36014264. OCLC 192226.
- Leche, V. . Meijer, Bernhard  (编).  New, revised and richly illustrated. Stockholm: Nordisk familjeboks förlags aktiebolag. 1904. LCCN 15023737. OCLC 23562281 （瑞典语）.
- Prothero, Donald R. . Original illustrations by Carl Buell. New York: Columbia University Press. 2007. ISBN 978-0-231-13962-5. LCCN 2007028804. OCLC 154711166.
- Reader, John. . Foreword by Andrew Hill Enlarged and updated. Oxford; New York: Oxford University Press. 2011. ISBN 978-0-19-927685-1. LCCN 2011934689. OCLC 707267298.
- Shubin, Neil. . New York: Pantheon Books. 2008. ISBN 978-0-375-42447-2. LCCN 2007024699. OCLC 144598195.
- Swisher, Carl C., III; Curtis, Garniss H.; Lewin, Roger. . Chicago, IL: University of Chicago Press. 2001 [Originally published 2000]. ISBN 0-226-78734-6. LCCN 2001037337. OCLC 48066180.
- Wellnhofer, Peter. . Currie, Philip J.; Koppelhus, Eva B.; Shugar, Martin A.; Wright, Joanna L.  (编). . Life of the Past. Bloomington, IN: Indiana University Press. 2004. ISBN 0-253-34373-9. LCCN 2003019035. OCLC 52942941.
- Wellnhofer, Peter. . Translated by Frank Haase; foreword by Luis M. Chiappe Revised English edition of the 1st German. München: Verlag Dr. Friedrich Pfeil. 2009. ISBN 978-3-89937-108-6. OCLC 501736379.

## 外部連結
- Lloyd, Robin. . LiveScience (Ogden UT: Purch). 2009-02-11  [2015-05-19]. （原始内容存档于2021-04-15）.
- Hunt, Kathleen. . TalkOrigins Archive. Houston, TX: The TalkOrigins Foundation, Inc. 1997-03-17  [2015-05-19]. （原始内容存档于2021-05-04）.
- . Chicago, IL: University of Chicago.   [2015-05-19]. （原始内容存档于2011-11-12）.
- . Wellington, New Zealand: Museum of New Zealand Te Papa Tongarewa.   [2015-05-19]. （原始内容存档于2011-11-10）.
- Hutchinson, John R. . DinoBuzz. Berkeley, CA: University of California Museum of Paleontology. 1998-01-22  [2015-05-19]. （原始内容存档于2003-08-06）.
- 脊椎動物過渡化石FAQ （页面存档备份，存于） – TalkOrigins Archive（英文）